# Таран Сава Дмитрович
Сава Дмитрович Таран (1890, місто Великий Токмак Катеринославської губернії, тепер місто Токмак Запорізької області — розстріляний 29 жовтня 1937, місто Київ) — український радянський діяч, відповідальний секретар Запорізького окружного комітету КП(б)У, голова Дніпропетровської обласної ради професійних спілок. Член ЦК КП(б)У в листопаді 1927 — червні 1930 і січні 1934 — травні 1937 року. Кандидат у члени ЦК КП(б)У в травні — серпні 1937 року.

## Біографія
З шістнадцятилітнього віку працював робітником на Миколаївському суднобудівному заводі, а згодом влаштувався на один із заводів Одеси.
Член РСДРП(б) з 1912 року. Поширював більшовицькі газети, працював у касі робітничої взаємодопомоги, виконував доручення підпільного партійного комітету.
У 1917—1918 роках — на відповідальній роботі в Одеській раді депутатів трудящих. У 1918 році перебував на радянській та партійній роботі в місті Курську. З 1919 року — в продовольчих органах Подільської губернії.
У 1923 році — слухач курсів партійних робітників при ЦК РКП(б).
У травні 1924 — червні 1925 року — відповідальний секретар Чернігівського губернського комітету КП(б)У.
З 1925 року — інспектор ЦК КП(б)У.
У 1926 — лютому 1928 року — відповідальний секретар Запорізького окружного комітету КП(б)У.
З лютого 1928 року — голова Всеукраїнського комітету робітників просвіти (Робітпросу).
Одночасно, в 1928—1930 роках — студент Промислової академії у Москві, навчання не закінчив.
У 1930—1931 роках — радник Повноважного представництва СРСР у Польщі. Формально числився радником повпредства, фактично ж керував діяльністю підпільного ЦК Комуністичної партії Західної України.
У 1931 — березні 1933 року — заступник народного комісара робітничо-селянської інспекції СРСР.
У березні 1933 — січні 1934 року — голова Дніпропетровської обласної контрольної комісії КП(б)У — завідувач Дніпропетровського обласного управління робітничо-селянської інспекції (РСІ).
З 1934 року — голова Дніпропетровської обласної ради професійних спілок.
До серпня 1937 року — завідувач відділу шкіл і науки Дніпропетровського обласного комітету КП(б)У.
19 серпня 1937 року заарештований органами НКВС. Розстріляний. Посмертно реабілітований 6 жовтня 1956 року.